# Herz zu verschenken
Herz zu verschenken (englisch Beauty for Sale ‚Schönheit zu verkaufen‘) ist eine US-amerikanische Filmkomödie aus dem Jahr 1933 von Richard Boleslawski mit Madge Evans und Alice Brady in den Hauptrollen. Der Pre-Code-Film wurde von Metro-Goldwyn-Mayer produziert und basiert auf dem Roman Beauty von Faith Baldwin.

## Handlung
Letty Lawson vertraut sich ihrer Mitbewohnerin, der Kosmetikerin Carol Merrick, an. Das ganze Geld, das ihr ihre Eltern mitgegeben haben, ist mittlerweile für ihren Besuch einer Kosmetikschule draufgegangen. Nun braucht Letty einen Job, den ihr Carol im Salon von Madame Sonia, in dem auch Carol arbeitet, vermittelt. Carols Bruder Bill ist nicht glücklich, dass seine Schwester in dieser Branche arbeitet.
Letty wird von Madame Sonia zu Henrietta Sherwood geschickt, einer gelangweilten Dame der Gesellschaft, die sich mehr für ihren Hund als für ihren Ehemann interessiert. Nach der Maniküre bemerkt Letty, dass der Hund ihren Hut zerkaut hat. Mr. Sherwood besteht darauf, für den Schaden aufzukommen. Als Letty zurück in Sonias Salon ist, trägt sie einen neuen und sehr teuren Hut, was Carol misstrauisch werden lässt. Carol trifft sich selbst mit dem wohlhabenden aber verheirateten Freddy Gordon.
Während Letty immer wieder Geschenke von Mr. Sherwood erhält, beginnt ihre Kollegin Jane eine heimliche Beziehung mit Burt Barton, Madame Sonias Sohn. Bill ist eifersüchtig und hält Letty vor, dass sie wie Carol handele und sich von einem verheirateten Mann aushalten lässt. Letty hat genug von den Vorhaltungen Bills und seiner Mutter und zieht mit Jane zusammen. Bei einem Abendessen auf Sherwoods Yacht erfährt sie, dass Henrietta die anstehenden Sommerferien in Maine verbringen wird. Den ganzen Sommer über verabreden sich Sherwood und Letty. Zum Schluss gesteht er ihr, dass er sie liebe. Zwar wolle er sich nicht von Henrietta scheiden lassen, die Beziehung möchte er dennoch weiterführen. Letty bittet sich eine Woche Bedenkzeit aus.
Jane erklärt Burt, der als Ingenieur zu einem Projekt nach Russland muss, dass sie schwanger sei und beide noch vor seiner Abreise heiraten müssen. Burt verspricht ihr, sie am nächsten Sonntag zu heiraten. Letty sieht am Samstag vorher, wie Burt sich auf einem Ozeandampfer nach Europa einschifft. Ebenfalls an Bord ist Carol, die Freddy zu einer Reise nach Paris überredet hat. Jane wird, nachdem sie von Letty von Burts Abreise erfahren hat, hysterisch und stürzt sich aus dem Fenster zu Tode. Geschockt von Janes Selbstmord beendet Letty ihre Affäre mit Sherwood.
Bill fragt Letty schüchtern nach einer Verabredung. Zwar kann Letty mit ihm wenig anfangen, da er sie mit seinen schlechten Scherzen irritiert, dennoch sagt sie zu. Zur gleichen Zeit versucht Sherwood, neuen Schwung in seine Ehe zu bekommen, indem er Henrietta vorschlägt, ein Landhaus zu bauen. Zufällig fahren Letty und Bill an dem Grundstück vorbei. Vor den Augen Henriettas und des Architekten Abbott verhält sich Bill wie ein Tölpel. Trotz des Zwischenfalls akzeptiert Letty seinen Heiratsantrag und lässt Henrietta davon wissen. Doch kurz vor der Hochzeit bekommt sie Bedenken. Die erzählt Carol, die gerade als frisch verheiratete Mrs. Gordon aus Paris zurückgekommen ist, dass sie Bill nicht heiraten kann. Gleichzeitig verlangt Henrietta von ihrem Mann die Scheidung, weil sie sich in Abbott verliebt hat. Wütend will Sherwood das neugebaute Haus verkaufen. Kurz vor dem Verkauf erscheint Letty, die von der Scheidung erfahren hat. Als seine zukünftige Braut kommt sie wieder mit ihm zusammen.

## Entstehung und Veröffentlichung
| Figur              | Darsteller       | Deutscher Sprecher |
| ------------------ | ---------------- | ------------------ |
| Letty Lawson       | Madge Evans      | Liane Rudolph      |
| Henrietta Sherwood | Alice Brady      | Dagmar Biener      |
| Mark Sherwood      | Otto Kruger      | Hartmut Reck       |
| Carol Merrick      | Una Merkel       | Ulrike Möckel      |
| Mrs. Merrick       | May Robson       | Tilly Lauenstein   |
| Burt Barton        | Phillips Holmes  | Uwe Büschken       |
| Bill Merrick       | Edward J. Nugent | Thomas Petruo      |
| Sonia Barton       | Hedda Hopper     | Gisela Fritsch     |
| Jane               | Florine McKinney | Katharina Gräfe    |
| Hortense           | Isabel Jewell    | Evelyn Maron       |
| Robert Abbott      | John Roche       | Knut Reschke       |

Gedreht wurde der Film ab Mitte Juli 1933 in den MGM-Studios in Culver City. Alexander Toluboff oblag die künstlerische Leitung. Edwin B. Willis war als Innendekorateur für das Szenenbild zuständig, Gilbert Adrian für die Kostüme. Verantwortlicher Toningenieur war Douglas Shearer. In kleinen nicht im Abspann erwähnten Nebenrollen traten Nell Craig, Claire Du Brey und Bonita Granville auf.
Die Premiere des Films fand am 1. September 1933 statt. In der Bundesrepublik Deutschland wurde er am 21. September 1992 im deutschen Fernsehen ausgestrahlt. Die deutsche Synchronfassung entstand 1989 im Auftrag der Interopa Film.

## Kritiken
Das Lexikon des internationalen Films schrieb: „Eine in der Welt des schönen Scheins angesiedelte Komödie mit einigen satirischen Seitenhieben.“
Frank S. Nugent von der The New York Times merkte an, dass der Roman für die filmische Umsetzung stark überarbeitet wurde, was zu einer seltsamen Mischung von guten und schlechten Ideen geführt habe. Auf der einen Seite erinnere die Geschichte an so viele andere, dass man die einzelnen Teile kaum auseinanderhalten kann. Auf der anderen Seite vollbringe die Besetzung Wunderdinge. Regisseur Boleslawski zeige beträchtlichen Scharfsinn im Zusammenfügen der Geschichten.
Der Kritiker des TV Guide sah einen mittelmäßigen Film, dessen komödiantische Teile Leben einhauchen.